# Parlamentswahl in Pakistan 1977
Die Parlamentswahlen in Pakistan 1977 fanden am 7. März 1977 statt. Es wurden die Mitglieder der Nationalversammlung und des Senats gewählt. Die Parlamentswahlen 1977 waren die zweiten Wahlen in der Geschichte Pakistans und die ersten nach der Unabhängigkeit Bangladeschs.

## Motiv und Wahlkampf
Die Parlamentswahlen wurden früher als erwartet abgehalten. Es wurde erwartet, dass die Wahlen in der zweiten Jahreshälfte 1977 stattfinden werden. Im Januar 1977 gab Zulfiqar Ali Bhutto in einer Ansprache im Staatsfernsehen bekannt, dass die Wahlen früher als geplant abgehalten würden. Seinen Wahlkampf begann er kurz nach der Ansprache. Die Wahlkommission Pakistans legte als letzten Termin für die Einreichung der Nominierungen den 22.–24. Januar 1977 fest.
Bhutto begann Tickets an seine Parteimitglieder auszugeben und begünstigte die Teilnahme von Großgrundbesitzern und einflussreiche Politikern an den Wahlen. Bhutto warb im ganzen Land für seine Partei und versprach weitreichende Reformen. Die Resonanz seiner Wahlkampfauftritte war besonders im Sindh und im Punjab überwältigend. Bhutto wollte es der Opposition durch die vorgezogenen Wahlen erschweren, Vorbereitungen für die Wahlen zu treffen.
Die Pakistan National Alliance (PNA) wurde zu einem Problem für die Pakistan Peoples Party (PPP). Die PNA fiel während des Wahlkampfes durch Angriffe auf die PPP auf. Der eigentliche Wahlkampf geriet in den Hintergrund. Die Pakistan National Alliance beschuldigte die PPP der Korruption, finanziellem Missmanagements, hoher Verwaltungsausgaben und einer schlechten Wirtschaftspolitik.

## Wahlen
Die Wahlkommission Pakistans gab bekannt, dass 38.099.052 Wähler registriert wurden. Die Kommission stellte für die Wahllokale in ganz Pakistan insgesamt 255 Wahlleiter zur Verfügung. Die PPP sicherte sich, überraschenderweise, die qualifizierte Mehrheit im Parlament.
Es gelang ihr 155 der 200 Sitze auf sich zu vereinigen. Die 155 Sitze enthalten 19 Sitze die der PPP, aufgrund des Boykotts der PNA in Belutschistan, zugewiesen wurden.

## Ergebnis
Die Wahlkommission Pakistans gab bekannt, dass die PPP 155 der 200 Sitze im Parlament gewonnen hatte. Die Pakistan National Alliance sicherte sich 36 Sitze im Parlament und jeweils 8 Sitze in den einzelnen Provinzregierungen. Der PNA gewann keine Mandate in Industriestädten wie Lahore.